# Hoz de Jaca
Hoz de Jaca ist ein Ort und eine nordspanische Gemeinde (municipio) mit 77 Einwohnern (Stand: 2024) südlich des Pyrenäenhauptkamms im Norden der Provinz Huesca in der Autonomen Region Aragonien.

## Lage und Klima
Hoz de Jaca liegt im Valle de Tena etwa 75 Kilometer (Fahrtstrecke) nordnordöstlich der Provinzhauptstadt Huesca in einer Höhe von etwa 1300 m am gestauten Río Gállego. Dort befindet sich auch der Aussichtspunkt Mirador de Peña Blanca. 
In der Gemeinde erheben sich zahlreiche Berge mit Höhenspitzen von um die 2000 bis 2500 Metern. Das Klima ist gemäßigt und relativ feucht; Regen (ca. 1525 mm/Jahr) fällt übers Jahr verteilt.
In der Nähe liegt das Skigebiet Formigal-Panticosa.

## Bevölkerungsentwicklung
| 1900 | 1910 | 1920 | 1930 | 1940 | 1950 | 1960 | 1970 | 1981 | 1991 | 2001 | 2011 | 2020 |
| ---- | ---- | ---- | ---- | ---- | ---- | ---- | ---- | ---- | ---- | ---- | ---- | ---- |
| 125  | 116  | 123  | 131  | 135  | 133  | 113  | 105  | 74   | 82   | 75   | 70   | 73   |

## Sehenswürdigkeiten
- Die Kirche Heilige Drei Könige (Iglesia de los Santos Reyes), 17./18. Jahrhundert
- Aussichtspunkt Mirador de Peña Blanca

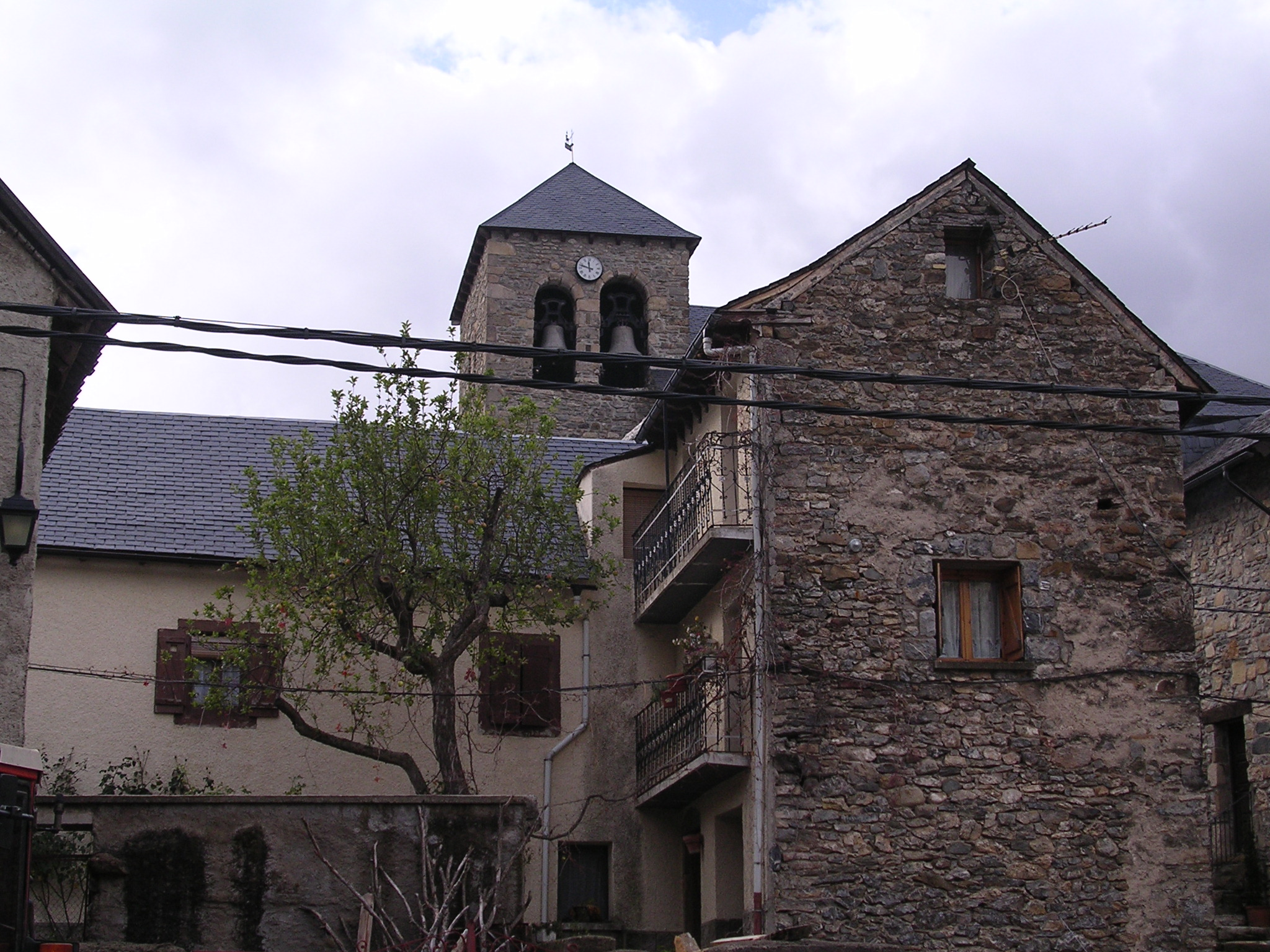
Kirche Heilige Drei Könige
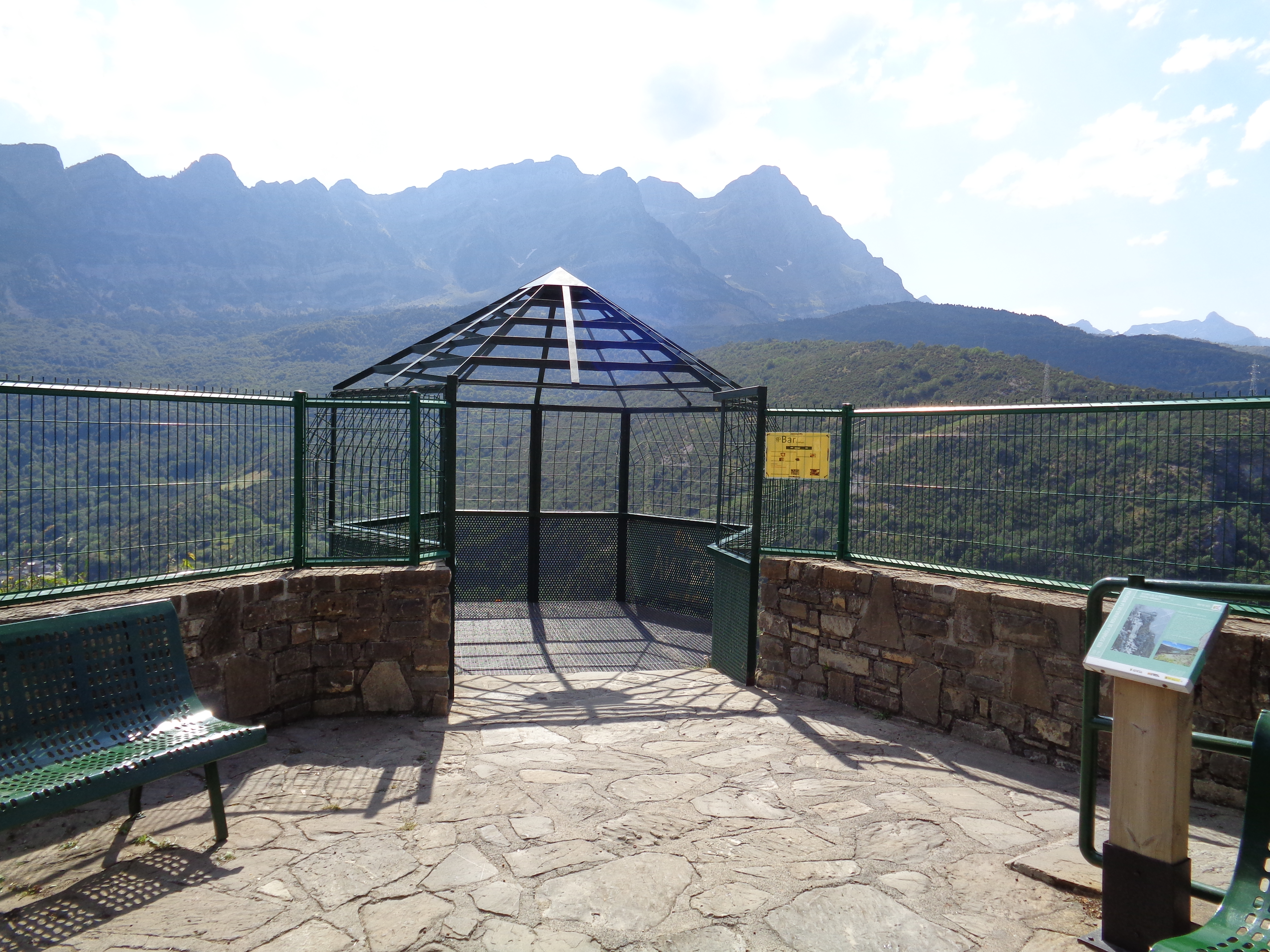
Aussichtspunkt Mirador de Peña Blanca